# 출마신청
출마투표(DECLARATION)는 출마등록을 필한 해당마주 또는 대리인이 어느 특정 경주에 말을 출주시키겠다는 최종적인 의사표시로, 마명, 기수명, 조교사명 및 부담중량 등을 출마투표용지에 기입하여 경마계획표에서 정한 마감시한까지 제출한다.
대상경주, 특별경주 및 핸디캡중량 일반경주의 출마투표는 2주 또는 1주전에 미리 출마등록을 마친 마필만 가능하다.
출마투표 확정 후 마체이상으로 출주취소 발생을 최소화하기 위해 매주 수요일 10:30부터 최종 주행검사 합격일 또는 최종경주 출주일 익일부터 4개월(120일)이상 장기 휴양마, 진단일 기준 3개월 이상 휴양진단서 발부마, 경주 전후 및 주행조교검사 후 또는 조교관찰 중 마체이상으로 재결위원에 의해 출마투표 전 마체검사 대상마로 지정받은 말에 대해서는 마체검사를 실시한다.

## 출마투표 대상
- 모든 경주

## 출마투표 제한 및 예외사항
- 경주마 미등록마 및 출주일 기준 만 24개월령 미만인 말
- 미출주마 또는 조교 재검지정마로서 발주 또는 주행조교검사 불합격마
- 폐출혈마로서 출주일 기준 1차 발생시 30일, 2차 발생시 60일 미경과마
- 금지약물이 검출되어 출마투표 전 사전약물검사 결과 합격하지 못한 말
- 출주예정일 현재 출주정지 중인 말 (단, 출마투표전 마체검사 신청후 합격마는 투표 가능)
- 출주예정일 현재 출주경험마는 10일, 미경험마는 30일전까지 경마장에 입사되지 않은 말(부산경남 개최 교류경주 출주마는 예외)
- 한 마필이 연속 2주 출주 불가 (단, 경마 미시행주는 예외)
- 대상경주, 특별경주 및 핸디캡 경주는 출마등록마에 한해 출마투표 가능
- 출마등록을 필한 마필은 출마등록한 경주가 확정되기 전까지 다른 경주에 출마투표 불가
- 외산마는 국산마 경주에 출마투표 불가
- 대상경주 1차 등록마가 2차 등록 포기시 해당 대상경주 시행일까지 타경주 투표 불가
- 발주 및 주행조교검사 합격마는 당해주 투표 불가
- 출마투표일 기준 2주전까기 2회이상 경주로 조교 미실시마 (출마투표 당일 조교 미포함)
- 신마는 신마경주에만 투표 가능하며, 1차 투표시 신마가 신마경주에서 편성 제외되었을 경우 동일군 신마경주에 우선 재투표하고, 재투표 신마경주가 없거나 최대편성두수가 확보되었을 경우 당해 주 해당군의 연령조건에 맞는 경주에는 제한없이 투표 가능(단, 해당주 해당군에 신마경주가 없을 경우에 한해 연령조건이 맞는 경주에 제한없이 투표가능하고, 신마는 산지변경 또는 군 점핑투표 불가)
- 2세마는 해당 주 및 해당 군에 2세마 경주 혹은 연령오픈 경주가 있는 경우 해당 경주에 한해 투표 가능하며, 연령에 부합하는 경주(2세마, 연령오픈 등)가 없을 경우 해당 군 상위 연령조건(3세, 3세이상) 경주에 투표 가능 (단, 1차 투표시 2세마 경주에서 편성 제외되었을 경우 재투표 대상이 되는 2세마 경주가 없거나 최대편성두수가 확보되었을 경우 상위연령조 경주에 재투표 가능)
- 혼합 일반경주의 경주조건(군 및 연령)에 부합하는 국산마는 혼합 일반경주 해당조건 경주에만 투표 가능 (국산1군→혼합1군, 국산2·3군→혼합2군, 국산3·4군→혼합3군, 국산5·6군→혼합4군)
- 한 경주에 동일 마주(동일 조교사)의 마필은 먼저 투표된 2두까지만 투표 가능
- 일반경주는 직상위 군까지만 출주 가능하나 대상경주·특별경주의 경우 군에 관계없이 연령조건에 관계없이 연령조건에 부합할 경우 출주 가능

## 기타
- 출마투표 마감 전 취소 가능 (단,해당주 타 경주에 투표 불가)
- 동일 주내 2개 이상의 경주에 중복 투표한 경우 먼저 접수된 투표만 유효
- 출마투표마의 소유권 변동시 출마투표의 권리 의무도 승계
- 2세마가 별정중량 경주에 투표한 경우 별도로 정한 2세마의 기초중량이 없는 경우 3세 기준으로 기초중량 적용
- 출마투표 후 경주편성이 연속 제외되어 장기휴양마로 판정이 되는 경우도 주행조교검사를 받아야 함